# Cratere Eochaid
Eochaid  è un cratere sulla superficie di Europa.